# Michael Gesell
Michael Gesell (* 21. Juni 1870 in Oberschützen; † 22. Dezember 1933 in Graz) war ein österreichischer Professor und Politiker (GDVP/Landbund). Gesell war Abgeordneter zum Burgenländischen Landtag und Dritter Landtagspräsident. Er war verheiratet.
Gesell wurde als Sohn des Landwirts Michael Gesell aus Oberschützen geboren. Er besuchte die Volksschule und das Lehrerseminar in Oberschützen und erwarb 1890 die Lehrbefähigung. Er war ab 1905 als Professor für Musik am evangelischen Lehrerseminar und an der Übungsschule Oberschützen tätig und wurde 1931 zum Regierungsrat ernannt.
Gesell trat Anfang Oktober 1923 von der Großdeutschen Volkspartei zum Landbund über, nachdem die Fusion der beiden Parteien gelöst worden war. Er gehörte vom 15. Juli 1922 bis zum 5. Dezember 1930 dem Burgenländischen Landtag als Abgeordneter an und war vom 20. Mai 1927 bis zum 5. Dezember 1930 Dritter Landtagspräsident.